# Història natural de les malalties
La història natural de la malaltia representa la seqüència o curs d'esdeveniments biològics entre l'acció seqüencial de les causes components (etiologia) fins que es desenvolupa la malaltia i passa el desenllaç (curació, pas a cronicitat o mort). La història natural d'una malaltia representa l'evolució del procés patològic sense intervenció mèdica.
Si s'accepta que la malaltia és quelcom actiu, s'ha d'entendre que no hi ha res tan variable com el seu procés, la seva història natural. La seva duració, la intensitat de les seves manifestacions subjectives o símptomes i de les objectives o signes dependran de multitud de factors interdependents. És per això que es diu que no hi ha malalties sinó malalts. També s'ha d'entendre que hi ha malalties que no ofereixen símptomes, sinó només signes; és a dir, que cursen sense "sensacions" que pugui percebre el mateix malalt. Precisament això busca el xequeig: la detecció de persones malaltes que encara no han experimentat símptomes subjectius per tractar-les abans que el possible mal sigui ja intractable. De la mateixa manera, també existeixen malalts en els que no se aprecien signes. És molt fàcil qualificar a aquestes persones d'hipocondríaques o histèriques. Però el problema és molt més profund. Si des de sempre s'han distingit els símptomes funcionals (sense base física) dels orgànics (amb signes objectivables pel metge) actualment se sap que una funció alterada pot portar, a molt curt termini, a les més variades lesions anatòmiques, i així mateix, en la immensa majoria dels casos, tota alteració anatòmica porta un trastorn de la funció.
Atenent la seva forma d'evolució s'ha de distingir entre processos aguts i crònics, amb independència del tractament:
- Les malalties agudes són totes aquelles que arriben a la seva màxima manifestació amb rapidesa i, en general, destaquen per l'especial espectacularitat dels seus símptomes.
- Les malalties cròniques són més llargues, amb persistència dels símptomes durant molt de temps, sense que siguin significatius els períodes de menys símptomes.

En tota malaltia es distingeixen tres períodes:
- D'increment, que va des del començament del mal fins que aquest adquireix la seva major intensitat simptomàtica.
- Estacionari, en el qual les manifestacions continuen sense grans variacions.
- De declivi, que va fins a la curació sigui per crisi sobtada o per lisis (curació lenta).

Sempre existeix un període de convalescència intermedi, en el que l'organisme es va recuperant de les alteracions sofertes. Encara hi cap la recaiguda o aparició dels símptomes quan encara no s'ha arribat completament la recuperació.
Finalment, la recuperació o curació no defineix sempre una "restitutio ad integrum", o sigui, una tornada a l'estat anterior en tots els sentits. Hi ha la possibilitat que el procés morbós hagi deixat una seqüela, cicatriu, invalidesa o disminució d'alguna funció, ja irreversible, però que no pot ser qualificat, en el sentit estricte de la paraula, de malaltia, sinó com l'empremta que ha deixat el mal que s'ha patit. Naturalment, a vegades això pot ser l'origen d'una nova malaltia.
També cal insistir que certes oscil·lacions funcionals o determinades activitats biològiques no es poden considerar malalties. El metge no accepta que l'embaràs fisiològic sigui anormal, com tampoc les petites alteracions degudes als ritmes biològics (dia, nit, gana, cansament, cicle menstrual, etc.) Tampoc és malaltia el declivi de la vida per l'edat. Ningú no es mor de vell, sinó per una malaltia que hagi pogut aparèixer amb la vellesa.
Els primers que van parlar d'aquest tema van ser Leavell i Clarck.